# Phân biệt chủng tộc ở Thái Lan
Phân biệt chủng tộc ở Thái Lan là một vấn đề phổ biến nhưng ít được thảo luận với các vấn đề đang diễn ra bao gồm chính sách của chính phủ đối với các nhóm sắc tộc, đặc biệt là Người Mã Lai Thái và đất nước này hiện đang thiếu luật phân biệt chủng tộc.

## Nhằm vào người thiểu số
Các dân tộc thiểu số ở Thái Lan đã phải đối mặt với những ngược đãi phổ biến ở Thái Lan trong một thời gian rất dài. Đặc biệt là một triệu thành viên các dân tộc miền núi của Thái Lan được xem như những người bán rong ma túy và những người trồng thuốc phiện không biết chữ, với phương tiện truyền thông dòng chính Thái việc duy trì hình ảnh này. Theo tiến sĩ Chayan Vaddanaputti của Đại học Chiang Mai, không phải lúc nào cũng là như vậy: "Trước đó, họ được người dân bình thường ở vùng đất thấp xem như những người bạn và đối tác thương mại trong mối liên hệ cộng sinh giữa các ngọn đồi và thung lũng. Nhưng những vấn đề về môi trường ngày càng tăng sau các kế hoạch phát triển kinh tế xã hội của Thái Lan diễn ra vào cuối những năm 60 và đầu những năm 70, và một dòng người di cư Việt Nam trong Chiến tranh Việt Nam đã thay đổi mối quan hệ này mãi mãi. Rồi họ trở thành kẻ thù, người kia. Việc gán tiếng xấu và cho các dân tộc thiểu số là những kẻ phạm pháp và sự tồn tại của huyền thoại rằng họ không phải là người Thái đã được nhúng vào trong sách giáo khoa tiếng Thái, trong lịch sử Thái Lan và trong các phương tiện truyền thông chính thống." 
Những vụ giết người mà không được xét xử, tra tấn, mất tích, và đe dọa các thành viên của người Thượng Thái Lan do cảnh sát và quân đội Thái Lan đặc biệt tàn nhẫn là trong"Chiến tranh Ma túy" của Thủ tướng Thaksin Shinawatra bắt đầu vào năm 2003, dựa trên sự rập khuôn của những người Thượng đã được nêu ở trên
Vương quốc Hồi giáo Malay Patani của miền nam Thái Lan được kết hợp vào nhà nước Thái Lan năm 1785 CE. Được gọi là khaek ("người nước ngoài" hay "khách"), người Thái Mã Lai đã bị phân biệt và đàn áp chính trị, đặc biệt là trong các chế độ của nguyên soái Plaek Phibunsongkhram và các chính sách Thái hóa vào giữa thế kỷ 20. Sự nổi dậy của Nam Thái Lan trong 10 năm qua, đã liên tục phải đối đầu với bạo lực tàn bạo bởi các chính phủ Thái Lan kế tiếp nhau các chính phủ Thái Lan liên tục gặp phải, đặc biệt dưới chính quyền Thaksin Shinawatra.. Người Thái Lan gốc Tàu, hiện chiếm 14% dân số Thái Lan, cũng phải chịu những cảm xúc kỳ thị. Ngoài việc có ngôn ngữ và văn viết bị đàn áp trong giai đoạn Thái hóa giữa thế kỷ 20, những người Thái gốc Trung Quốc đã bị buộc phải thay đổi tên họ của họ thành tên tiếng Thái.

## Nhằm vào nước da
Ý tưởng rằng da trắng là tốt và da đen là xấu đã ăn sâu vào trong văn hoá Thái Lan, và điều đó dường như không thay đổi. 
Cũng như ở nhiều nước châu Á, da sẫm màu được đánh đồng với điều kiện lao động ngoài trời và tầng lớp thấp hơn, nhưng trái với quan điểm của các nước phương Tây, nó không liên quan đến chế độ nô lệ. Văn hoá Thái Lan chia sẻ thành kiến về màu sắc da này như phần còn lại của châu Á. (Không có các luật lệ trong Vương quốc Thái Lan cho sự phân biệt chủng tộc là bất hợp pháp, bao gồm các câu nói rập khuôn phân biệt chủng tộc được biết đến trong thế giới phương Tây. Không giống các quốc gia láng giềng từng bị thuộc địa hóa, di sản của Thái Lan như là một quốc gia chưa từng là một thuộc địa tạo nên các luật hiện tại khác với các nước lân cận bị Tây hóa sau khi giành được độc lập. Điều này cũng bao gồm các bảng cổ võ phân biệt chủng tộc như đã được thực hiện ở Hoa Kỳ trước năm 1964 và Nam Phi dưới thời Apartheid). Một quảng cáo Dunkin Donuts với bộ mặt đen được chiếu trên truyền hình vào năm 2013, gây náo động trong phương tiện truyền thông phương Tây, hầu như không thể hiểu được ở Thái Lan. Quảng cáo này, nhà bình luận văn hoá Thái Lan Kaewmala cho rằng, có thể gây nhiều tranh cãi, nhưng "nó không phải là phê bình về người da đen nói chung, đó là về các khái niệm về vẻ đẹp và thói trưởng giả xã hội ở châu Á".
Vì hầu hết người Thái Lan truyền thống chưa bao giờ gặp người gốc Phi, cá tính và định kiến về người gốc châu Phi đã bị người Thái hấp thu thông qua phim ảnh phương Tây. Những thương hiệu thông thường có những người có gốc châu Phi bao gồm giẻ lau sàn, bàn chải vệ sinh và kem đánh răng.
Mặc dù Thái Lan đã kết hợp một số lý tưởng phương Tây về vẻ đẹp, thái độ của châu Á liên quan đến màu sắc màu da đã có trong khoảng một thời gian dài. Trước khi tiếp xúc với phương Tây, nền văn minh Ấn Độ thâm nhập vào các nền văn minh sớm của Đông Nam Á, bao gồm lý tưởng về da trắng trên da sẫm màu hơn. Ví dụ, 20 triệu dân Isan, nhiều người trong số họ thuộc gốc người Lào và người Khmer, theo truyền thống có da sẫm màu hơn và các nghiên cứu cho thấy nhiều người tự cho rằng họ ít được mong muốn hơn những người có làn da trắng hơn. Sản phẩm làm trắng da chứng minh là chúng ngày càng phổ biến ở hầu hết các nước châu Á, bao gồm Thái Lan và được quảng cáo là da trắng là làn da đẹp và được ưa thích.